# Cachoeira Cascatinha
Cachoeira Cascatinha é uma cascata situada na região dos cânions de Furnas, entre São João Batista do Glória e Capitólio.